# Calophyllum obscurum
Calophyllum obscurum là một loài thực vật có hoa thuộc họ Clusiaceae.
Loài này chỉ có ở quần đảo Solomon.